# Кјампо
Кјампо је насеље у Италији у округу Виченца, региону Венето.
Према процени из 2011. у насељу је живело 10857 становника. Насеље се налази на надморској висини од 214 м.

## Становништво
| 1951. | 1961. | 1971. | 1981.  | 1991.  | 2001.  | 2011.  |
| ----- | ----- | ----- | ------ | ------ | ------ | ------ |
| 7.304 | 7.683 | 9.408 | 10.675 | 11.448 | 12.147 | 12.859 |